# جیمزتاون (تنسی)
جیمزتاون(به انگلیسی: Jamestown) شهری در ایالت تنسی کشور ایالات متحده آمریکا است که جمعیت آن در سرشماری سال ۲۰۱۰ میلادی، ۱٬۹۵۹ نفر بوده‌است.